# سونیا ادی
 سونیا ادی (انگلیسی: Sonya Eddy؛ زادهٔ ۱۷ ژوئن ۱۹۶۷) یک هنرپیشه اهل ایالات متحده آمریکا است. وی از سال ۱۹۹۵ میلادی تاکنون مشغول فعالیت بوده‌است.